# Josep Daniel Climent Martínez
Josep Daniel Climent Martínez (La Granja de la Costera, 1959) és un filòleg i historiador valencià, especialitzat en l'estudi del valencià i de la història de la cultura valenciana.

## Biografia
Llicenciat en Geografia i Història per la Universitat de València i doctor en Filologia catalana per la mateixa universitat, durant molts anys ha estat professor de secundària de valencià en l'IES “Cid Campeador” de València fins a la seua jubilació el 2019. Ha estat també professor associat de la Universitat de València i en l'actualitat és professor col·laborador de la Universitat Oberta de Catalunya. Ha col·laborat en nombroses publicacions periòdiques valencianes, com Saó, Llevant-El Mercantil Valencià o el digital Nosaltres la veu, i catalanes, com el digital Núvol. Des de 1999 la seua línia investigadora s'ha centrat en l'estudi de la llengua dels valencians, sobretot des del punt de vista de la història social de la llengua. I s'ha ocupat de l'obra d'autors com Lluís Fullana i Mira, Enric Valor o Nicolau Primitiu Gómez Serrano. La seua obra més recent tracta sobre les Normes de Castelló. També ha publicat articles, entre d'altres, en les revistes acadèmiques Almaig. Estudis i documents, Caplletra. Revista internacional de filologia i Ítaca. Revista de filologia.
A l'octubre de 2022 va ser guardonat amb el premi Valencià de l'any de la Fundació Huguet de Castelló de la Plana, «en reconeixement dels seus treballs a favor de la llengua i la història cultural dels valencians».

## Obres
- L'interés per la llengua del valencians (segles XV-XIX), 2003.
- L’obra lingüística de Lluís Fullana i Mira, 2004.
- L’interés per la llengua dels valencians al segle XX, 2007.
- Enric Valor. Estudi i compromís per la llenga, 2011.
- L'obra periodística d'Enric Valor (1933-2000), 2015.
- L’interés per la llengua dels valencians. Personatges, llibres i fets, 2018.
- Dietaris 1937 Nicolau Primitiu Gómez Serrano, 2020.
- Els Normes de Castelló, 2021.